# Heinz Anger
Heinz Anger (* 23. Juli 1941 in Karlstetten, Niederösterreich) ist ein österreichischer Maler.

## Leben
Ab 1945 besuchte Heinz Anger die Volks- und Hauptschule im 10. Wiener Gemeindebezirk. 1955 trat er in die Graphische Lehr- und Versuchsanstalt (Wien 7) ein, wo er das zeichnerische Handwerk bei Karl Zecho (1896–1965) und Rudolf Reinkenhof (1905–1980) lernte. 1959 begann Anger ein Studium an der Akademie der bildenden Künste Wien, zunächst bei Sergius Pauser und ab 1960 in der Klasse von Albert Paris Gütersloh.
Seit 1961 arbeitet Anger als freischaffender Gebrauchsgrafiker in der Werbung und daneben als Kunstmaler.
1962 erhielt er den Auftrag, ein Porträt von Kammersängerin Leonie Rysanek zu malen. Daneben entsteht eine Reihe von Bildern im Stil der Wiener Schule des Phantastischen Realismus. Ab 1970 orientierte sich Anger stilistisch an Richard Lindner und Hans Bellmer; seine Bilder aus dieser Periode wurden 1976 in der Galerie Viotti in Turin gezeigt.
1979 entwickelte er einen neuen Stil seiner Malerei, den er als definitiv „seinen“ bezeichnet. 1986 bekam er von Hans Bankl Gelegenheit, in der Pathologischen Abteilung seines Krankenhauses zu zeichnen. 1987 fand Angers erste Einzelausstellung in der Galerie Zentrum in Wien statt; 1989 folgte eine zweite und 1992 eine dritte.
Ab 1994 machte er jährliche Reisen nach Venedig; es entstanden Ölbilder und Aquarelle. 2000 fand seine erste Ausstellung in der Galerie Tulbingerkogel in Mauerbach statt, gefolgt von einer weiteren 2002. Seitdem hatte er Ausstellungen in Galerien in Wien und Umgebung.

## Malerei
Die Arbeiten Heinz Angers gehören zur gegenständlichen Kunst. Während in den Ölbildern die Porträts, Figurengruppen und Stillleben neben den Landschaften eine bedeutende Rolle spielen, dominieren in den Aquarellen und Lithografien die Landschaftsdarstellungen.

„Angers Bilder sind unverwechselbar, sein Licht verrät ihn, wie seine Farben, das starke Gelb, das tiefe Blau, das Violett, und sein Mut zum Motiv, der sich nicht scheut, einen stimmungsträchtigen Fischteich mit dem Symbol der Sonne zu verbinden [....]
Anger ist ein eminenter Landschafter und Aquarellist, der im Sinne der österreichischen Tradition häufig das anspruchslose Motiv zum Bildinhalt erhebt: Waldinneres, schneebedeckte Wege, Kellergassen, Teiche und Rinnsale, verfallende Gehöfte [....] Während der Maler sich bei der Suche die Wahrheit in der Natur darzustellen  Waldmüller'schen Idealen nähert, steht er mit seiner Symbolik und impressionistischen Gestaltung eher van Gogh, Klimt und auch Franz Wiegele nahe“